# Amor al primer mordisco
Amor al primer mordisco (título original: Love at First Bite) es una película de horror y comedia dirigida por Stan Dragoti y escrita por Robert Kaufman, utilizando los caracteres originalmente creados por Bram Stoker. La protagonizaron George Hamilton, Susan Saint James, Richard Benjamin y Arte Johnson. La partitura musical original fue compuesta por Charles Bernstein. 

## Argumento
El Conde Drácula ha sido expulsado de su castillo por el gobierno comunista de Rumanía, el cual planea convertir la mansión en un centro de formación para gimnastas (el jefe declara que incluirá a Nadia Comăneci). Drácula viaja a Nueva York con su sirviente aficionado a comer insectos, Renfield, y se establecen en un hotel, pero solo después de una confusión en el aeropuerto que hace que su ataúd sea enviado accidentalmente a presidir un funeral en una iglesia negra en Harlem. Aunque Drácula descubre que América contiene maravillas como los bancos de sangre, también habrá de padecer las presiones de la vida moderna en la Gran Manzana cuando haga objeto de sus atenciones románticas a la voluptuosa modelo Cindy Sondheim, a la que ha admirado de lejos y que cree la reencarnación actual de su amor (un ser que en tiempos lejanos llevó el nombre de Mina Harker).
Drácula es ineptamente perseguido por el psiquiatra y cuasi-novio de la modelo, Jeffrey Rosenberg, quien es el nieto de Fritz [sic] van Helsing, el viejo némesis de Drácula, pero cambió su nombre al de Rosenberg "por razones profesionales". Rosenberg recurre a muchos métodos para combatir a Drácula -los espejos, el ajo, una Estrella de David (que utiliza en vez de la cruz) y la hipnosis- que el conde evita sin dificultad. Rosenberg también prueba a quemar el ataúd de Drácula con el vampiro dentro, pero es arrestado por el servicio de seguridad de hotel. Después intenta dispararle tres balas de plata, pero Drácula ileso, le explicará pacientemente que eso sólo funciona con los hombres lobo. 
Las cada vez más erráticas acciones de Rosenberg terminan haciendo que lo tomen por un lunático y lo encierren en un manicomio, pero los misteriosos robos en los bancos de sangre y los cada vez más numerosos ataques vampírícos harán que el teniente Ferguson de la policía de Nueva York empiece a creer en las afirmaciones del psiquiatra y consiga liberarlo.
Ambos entonces juntan fuerzas para tratar de detenerlo, mientras que Sondheim, después de haber sido mordido por Drácula la primera vez, se enamora de Drácula.

## Reparto
- George Hamilton - Conde Vladimir Dracula
- Susan Saint James - Cindy Sondheim
- Richard Benjamin - Dr. Jeffrey Rosenberg/Van Helsing
- Dick Shawn - Teniente Ferguson, NYPD
- Arte Johnson - Renfield
- Ronnie Schell - Persona en elevador
- Isabel Sanford - Juez R. Thomas
- Sherman Hemsley - Reverendo Mike